# Amphirhachis fasciata
Amphirhachis fasciata là một loài tò vò trong họ Ichneumonidae.